# 宇都宮則綱 (政治家)

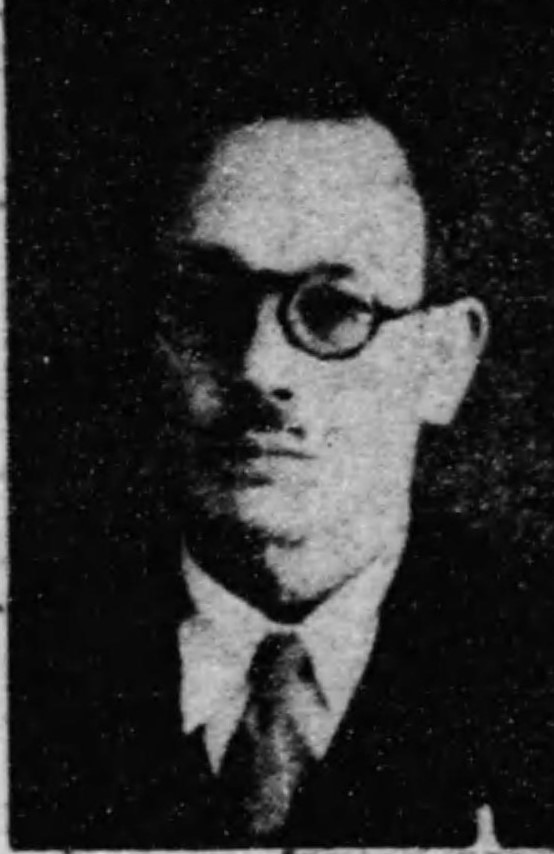
宇都宮則綱

宇都宮 則綱（うつのみや のりつな、1889年（明治22年）5月1日 - 1973年（昭和48年）5月31日）は、大正から昭和期の実業家、政治家。衆議院議員（1期）。

## 経歴
大分県速見郡八坂村（現杵築市）で、酒造業の家に生まれる。大分県農学校（のち大分県立三重農業高等学校となり閉校）を卒業。
速見郡朝日村（現別府市）の兄が経営していた酒店を引き継ぐ。油屋熊八、梅田凡平らと別府宣伝協会を結成して全国に別府を宣伝した。豊洋水産取締役会長、鬼山地獄社長なども務めた。
1924年（大正13年）別府市会議員に選出され同議長にも就任。1943年（昭和18年）全国市会議長会（現全国市議会議長会）会長に就任。1935年（昭和10年）大分県会議員となり1期在任した。
1946年（昭和21年）4月の第22回衆議院議員総選挙で大分県全県区から日本進歩党公認で出馬して落選。1947年（昭和22年）4月の第23回総選挙で大分県第2区から民主党公認で出馬して当選し、衆議院議員に1期在任した。その後、1949年（昭和24年）1月の第24回総選挙に立候補したが落選し、政界を引退した。
以後、鬼山ホテルの経営を行った。1971年（昭和46年）春の叙勲で勲四等瑞宝章受章。
1973年（昭和48年）5月31日死去、84歳。死没日をもって従五位に叙される。

## 著作
- 河村豊編『回顧七十年』河村豊、1965年。※大分県立図書館所蔵

## 親族
- 三男 宇都宮秀綱（大分県議会議員）[3]